# لیدی پنرین (کشتی)
لیدی پنرین (کشتی) (به انگلیسی: Lady Penrhyn (ship)) یک کشتی است. این کشتی در سال ۱۷۸۶ ساخته شد.